# علي حيدرة
علي حيدرة بن محمد بن إدريس الثاني هو رابع ملوك الأدارسة الذين حكموا أجزاء من المغرب الأقصى. وهو أحد أبناء محمد بن إدريس الثاني. تولى منصب السلطان سنة 836م تحت اسم علي الأول واستمر حكمه حتى وافته المنية سنة 848م، ولصغر سنه قامت بتربيته الحاشية والأولياء من العرب والبربر، وأحسنوا كفالته وطاعته فكانت أيامه خير أيام.

## نسبه
علي حيدرة بن محمد بن إدريس الثاني بن إدريس الأول بن عبد الله الكامل بن الحسن المثنى بن الحسن بن علي بن أبي طالب. وقال في الاستقصا وهو جد الأشراف العلويين - بزاوية سيدي محمد بو كرين شمال مدينة صفرو ضاحية رباط الخير بأرض قبائل بني يازغة شرقا بنواحي مدينة فاس - ومنهم المشيشيون أولاد عبد السلام بن مشيش وأولاد محمد بن يملاح وأولاد موسى الرضا.

## والداه
- أبوه: محمد بن إدريس الثاني ثالث ملوك الأدارسة بالمغرب.
- أمه: واسم أمه رقية بنت إسماعيل بن عمير بن مصعب الأزدي فهي عربية.

وذكر صاحب كتاب «الأنيس المطرب بروض القرطاس في أخبار ملوك المغرب وتاريخ مدينة فاس» في ص 53 تحت عنوان الخبر عن دولة الأمير علي بن محمد بن إدريس الحسني رحمهم الله ورضي عنهم: «هو الأمير علي بن محمد بن إدريس، أمه حرة اسمها رقية بنت إسماعيل بن عمير بن مصعب الأزدي، بويع يوم وفاة أبيه باستخلافه له في حياته، وسنه يوم بويع تسعة أعوام وأربعة أشهر، فظهر عليه من الذكاء والنبل، والفضل ما يقتضيه شرفه ونسبه الصحيح، وسار بسيرة أبيه وجده في العدل والفضل، والدين، والحزم وإقامة الحق وتأسيس البلاد وقمع الأعداء وضبط البلاد والثغور، فكان الناس بالمغرب في زمانه في أمن ودعة إلى أن توفي في شهر رجب من سنة أربع وثلاثين ومئتين (يبراير 849م) فكانت أيامه بالمغرب نحو الثلاث عشرة سنة قمرية. وولي أخوه يحيى بن محمد.»، وهو يحيى الأول.